# Claudia Traisac
Claudia Hernandez Traisac (Leganés, 14 de dezembro de 1992) é uma atriz espanhola. Ela é mais conhecida por seus papéis em Escobar: Paraíso Perdido (2014) e Cuéntame cómo pasó (2006–2018). Ela estrelou os musicais Hoy no me puedo levantar, no Teatro Coliseum, e La Llamada, no Teatro Lara, em Madrid.

## Biografia e Carreira
Aos 9 anos, sua mãe ofereceu-lhe a oportunidade de participar de um curta-metragem. Ela se matriculou em teatro na escola e entrou em uma agência de publicidade. Mais tarde, completou sua formação no Centro del Actor dirigido por Lorena García de las Bayonas. Ela estudou Comunicação Audiovisual.
Claudia começou sua carreira na televisão em 2004 na série El tenant na Antena 3, onde interpretou Yoli nos 13 episódios que durou a série. Também nesse ano estreou no cinema com o filme El séptimo día de Carlos Saura. Em 2005 fez parte do elenco regular da série Cuatro Ke no!, onde ela jogou Amaia. 
Em 2006 participou do filme para TV Atropello de Antena 3.  Naquele ano, ela também se juntou à longa série de televisão espanhola Cuéntame cómo pasó como personagem recorrente até 2018.  Em 2009, ela apareceu em 6 capítulos da série de mesa da televisão espanhola Amar en tiempos revueltos interpretando Pilar. Participou também do filme Amanecer en Asia, dirigido por Dinoisio Pérez.
Traisac, em 2012 participou da minissérie Carmina da Telecinco, que narra a vida de Carmina Ordóñez. Nesse mesmo ano, integrou o elenco da minissérie da Antena 3 Rescatando a Sara ao lado de Fernando Guillén Cuervo e Carmen Machi. Ela também está incorporada na nova série de mistério da Antena 3 Luna, a Calenda Mystery, onde interpretou Silvia durante as duas temporadas que a série durou.
Em 2014, ainda no teatro, estreou o filme Escobar: O Paraíso Perdido com Benicio del Toro e Josh Hutcherson. É o primeiro filme que a atriz madrilena filma em inglês. Também fez pequenas participações em séries de grande público como Aida e Prince, ambas produções da Telecinco. No dia 3 de março de 2017, a Unión Por Leganés-ULEG agraciou Claudia Traisac com o 'Prêmio Independente do Ano' na categoria de protagonista local, fato relevante para a atriz, pois, segundo seu discurso, “é um dos primeiros prêmios o que eles me deram". Em 2019, entrou para o elenco da segunda temporada da série Alta Mar, da Netflix.

## Vida pessoal
Claudia conheceu Josh Hutcherson em 2013 nas gravações do filme Escobar: Paraíso Perdido, mas só vieram assumir o namoro publicamente em 2015. O relacionamentos dos dois continua firme e forte, e mesmo com a distância, ambos sempre dão um jeitinho de passarem um tempo juntos.

## Filmografia

### Cinema
| Ano  | Título                       | Papel             | Notas                            |
| ---- | ---------------------------- | ----------------- | -------------------------------- |
| 2004 | El séptimo día               | Isabel (jovem)    | Creditada como Claudia Hernandez |
| 2009 | Amanecer en Asia             | Claudia           | Creditada como Claudia Hernandez |
| 2014 | An Instagram story           | Malena            | Papel principal; curta-metragem  |
| 2014 | Escobar: Paraíso Perdido     | Maria             | Coadjuvante                      |
| 2017 | La llamada                   | Garota            | Papel menor                      |
| 2020 | Lo de aquella noche          | A namorada        | Papel principal; curta-metragem  |
| 2023 | La última noche de Sandra M. | Sandra Mozarowsky | Protagonista                     |

### Televisão
| Ano       | Título                          | Papel              | Notas                                           |
| --------- | ------------------------------- | ------------------ | ----------------------------------------------- |
| 2004      | El inquilino                    | Yoli               | Elenco principal; 13 episódios                  |
| 2005      | Ke no!                          | Amaia              | Elenco principal; 7 episódios                   |
| 2006      | Atropello                       |                    | Filme para televisão                            |
| 2006–2018 | Cuéntame cómo pasó              | Julia              | Papel recorrente; 33 episódios                  |
| 2008      | La bella Otero                  | Carolina (jovem)   | Minissérie televisiva                           |
| 2008–2009 | 18, la serie                    | Laura Valencia     | Elenco principal; 21 episódios                  |
| 2009–2010 | Amar en tiempos revueltos       | Pilar              | Papel recorrente; 6 episódios                   |
| 2011      | Homicidios                      | Carolina           | Episódio: "La casa donde habitan los monstrous" |
| 2012      | Carmina                         | Belen (jovem)      | Minissérie televisiva                           |
| 2012      | Rescatando a Sara               | Laura              | Convidada especial; 2 episódios                 |
| 2012–2013 | Luna, el misterio de Calenda    | Silvia Elias       | Papel recorrente; 18 episódios                  |
| 2014      | Aida                            | Clara              | Episódio: "Con balas y a lo loco"               |
| 2014      | El principe                     | Silvia             | Episódio: "Fe ciega"                            |
| 2015–2017 | Apaches                         | Vicky              | Elenco principal; 12 episódios                  |
| 206       | La sonato del silencio          | Elena              | Elenco principal; 9 episódios                   |
| 2016–2019 | Paquita Salas                   | Clara Valle        | Papel recorrente; 3 episódios                   |
| 2018–2020 | Vivir sin permiso               | Lara Balarés Ponte | Elenco principal; 23 episódios                  |
| 2019      | Alta Mar                        | Casandra Lenormand | Elenco principal; 8 episódios (2ª temporada)    |
| 2021      | #Luimelia                       | Laia Cervera       | 3 episódios                                     |
| 2023      | Los pacientes del doctor García | Rita Velázquez     | 8 episódios                                     |